# LG Watch Urbane
LG Watch Urbane è uno smartwatch commercializzato da LG a partire da maggio 2015.
Il dispositivo è dotato di connettività Wi-Fi e Bluetooth 4.0 ed è compatibile con tutti gli smartphone con Android 4.3 o versioni successive e con iPhone 5 e successivi con iOS 8.2 e successivi.

## Sensori
Lo smartwatch è infine dotato di sensori di movimento, delle pulsazioni cardiache, giroscopio, bussola digitale, contapassi e barometro.

## Hardware e software
A livello hardware è dotato di processore Qualcomm Snapdragon 400  , memoria RAM da 512 MB e memoria interna da 4 GB. Come software è stato inserito Android Wear, versione per indossabili dell'omonimo sistema operativo di Google.

## Materiali
LG Watch Urbane è stato costruito in acciaio inossidabile con cinturino in pelle impunturata, ed è resistente all'acqua (per un massimo di 30 minuti fino ad un metro di profondità) ed alla polvere con certificazione IP67.